# Flughafen Olbia

i7
i11
i13
Der Flughafen Olbia (italienisch Aeroporto di Olbia-Costa Smeralda «Karim Aga Khan IV»; IATA-Code: OLB, ICAO-Code: LIEO) ist der Flughafen der Hafenstadt Olbia auf Sardinien, Italien. Er ist einer von drei internationalen Verkehrsflughäfen der Insel und bedient insbesondere die exklusive Tourismusregion Costa Smeralda, die ab den 1960er Jahren von Prinz Aga Khan erschlossen wurde.

## Lage und Verkehrsanbindung
Der Flughafen liegt drei Kilometer südöstlich des Stadtzentrums von Olbia. Mit dem Fahrzeug ist der Flughafen über die Staatsstraße SS 125 von Olbia aus erreichbar. Die Stadtbuslinie 2 der ASPO verbindet den Flughafen alle zehn bis zwanzig Minuten mit dem Stadtzentrum und dem Hauptbahnhof in Olbia. Außerdem gibt es verschiedene Überlandverbindungen, zum Beispiel nach Cagliari, Santa Teresa Gallura, San Teodoro, Siniscola und an die Costa Smeralda. Einige werden nur zur Saison angeboten und jährlich neu ausgeschrieben, das heißt die Betreiber der Linienverbindungen können sich ändern.

## Flughafenanlagen

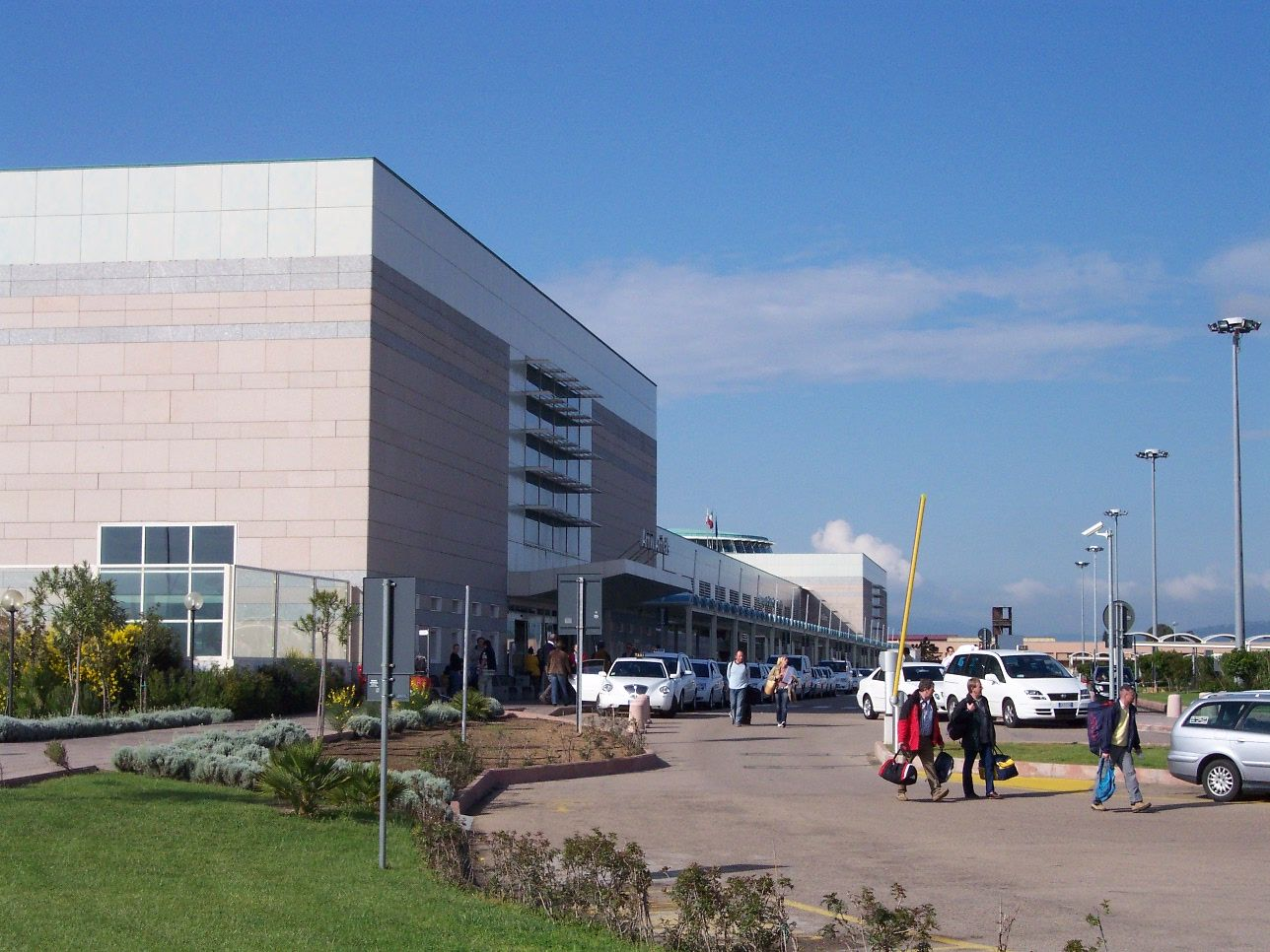
Terminal

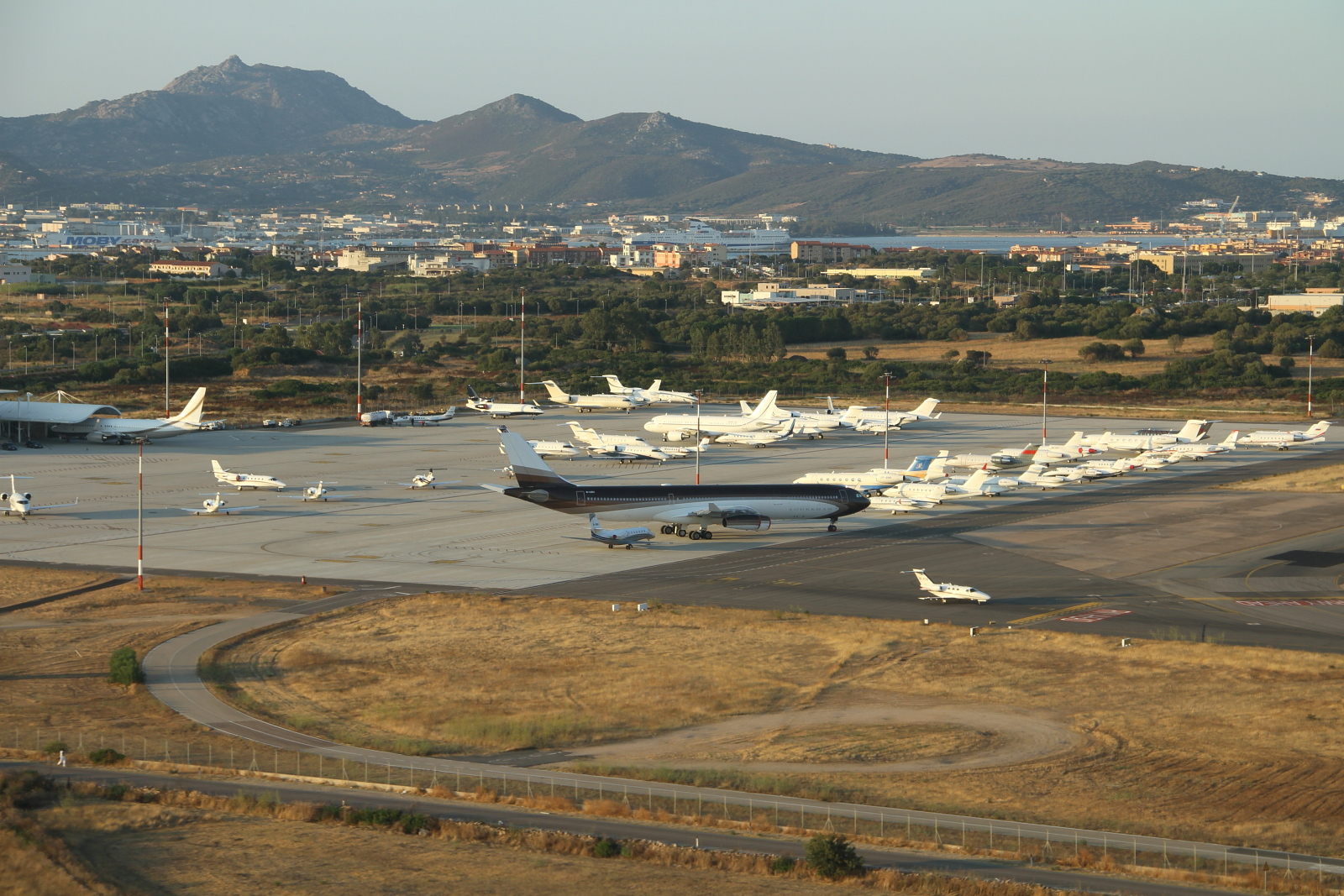
Vorfeld Allgemeine Luftfahrt

Der Flughafen hat eine rund 2745 Meter lange Start- und Landebahn (05/23). Nördlich der Piste und des parallel dazu verlaufenden Rollwegs befindet sich in zentraler Lage das Hauptvorfeld mit dem Passagierterminal für kommerzielle Flüge. Das Terminal mit einer Kapazität von rund 4,5 Millionen Passagieren pro Jahr verfügt über fünf Fluggastbrücken. Im Inneren befinden sich neben Check-In-Schaltern unter anderem eine Einkaufspassage mit rund 3000 m² Verkaufsflächen, Fortbildungs- und Tagungseinrichtungen sowie Restaurants und Bars. Die bekanntesten Autovermietungsfirmen sind vertreten. Es stehen Parkplätze für rund 1700 Kraftfahrzeuge zur Verfügung.
Nordöstlich des Passagierterminals befindet sich ein Flugzeugwartungszentrum mit einigen Hangars, südwestlich ein relativ großes General Aviation Terminal mit separatem Vorfeld für die Allgemeine Luftfahrt. Insgesamt hat der Flughafen knapp 70 Parkpositionen für Flugzeuge.

## Fluggesellschaften und Ziele
In den Sommermonaten werden zahlreiche Charterflüge aus und nach ganz Europa durchgeführt. Aus dem deutschsprachigen Raum wird Olbia derzeit mit Condor und Lufthansa von München und Frankfurt, mit Eurowings von Düsseldorf, Köln/Bonn, München, Hamburg, Stuttgart, Salzburg und Wien und mit easyJet vom Flughafen Berlin Brandenburg und ab Genf angeflogen. Außerdem verbinden Edelweiss Air Zürich sowie SkyAlps und flyBAIR Bern Airport und Olbia.
Im Sommer 2019 flog die deutsche Private Wings jeden Sonntag vom Fliegerhorst Ingolstadt/Manching via Aosta zum Flughafen Olbia.

## Geschichte
Wie in der Regionalhauptstadt Cagliari begann die zivile Luftfahrt in Olbia (damals noch Terranova genannt) mit Flugbooten, die in der Reede der Hafenstadt wassern konnten. Zu diesem Zweck wurden am Hafen entsprechende Anlegestellen und Abfertigungseinrichtungen gebaut (⊙). Daneben entstand auch ein Flugplatz für konventionelle Landflugzeuge (⊙). Liniendienste zwischen dem Festland und Sardinien wurden auf der Strecke Ostia-Olbia-Cagliari am 21. April 1928 von der Società Aerea Mediterranea aufgenommen. 1929 begann man, von Rom direkt nach Cagliari und auch weiter nach Tunis zu fliegen, was für Olbia einen Rückschlag bedeutete. Während des Zweiten Weltkriegs wurde im zivilen Linienverkehr zwischen dem Festland und Sardinien nur Olbia bedient. Noch vor dem Krieg entstand im Süden der Stadt, rund fünf Kilometer südwestlich des heutigen Flughafens, der Militärflugplatz Olbia-Venafiorita (auch “Vena Fiorita”; ⊙). Ende der 1940er Jahre nahm dort die kurzlebige sardische Fluggesellschaft Airone mit Flugzeugen vom Typ Fiat G.12 wieder Linienflüge auf. 1963 gründete Karim Aga Khan IV. die Fluggesellschaft Alisarda (später Meridiana, zuletzt bis zur Insolvenz 2020 Air Italy), die im folgenden Jahr auf dem Flugplatz Venafiorita den Flugbetrieb aufnahm. In den Jahren danach asphaltierte man dort die kurze Start- und Landebahn, gleichzeitig begann auf Initiative des ismailitischen Prinzen der Bau des heutigen Flughafens Costa Smeralda, der für sein großes Fremdenverkehrsprojekt von grundlegender Bedeutung war. Der Umzug von Venafiorita auf den neuen Flughafen erfolgte im Jahr 1974. Die 1985 gegründete private Betriebsgesellschaft Geasar übernahm den Flughafen im Jahr 1989. Das Terminal des Flughafens Costa Smeralda wurde von 2000 bis 2004 erneuert, 2020 etwas erweitert und die Start- und Landebahn saniert und um 300 Meter verlängert. Der Flughafen wurde 2025 nach dem verstorbenen Prinzen Aga Khan benannt. 
Eine Reaktivierung des Flugplatzes Venafiorita für die Allgemeine Luftfahrt wurde mehrmals in Betracht gezogen, da dieser Luftverkehr wegen des recht exklusiven Tourismus in der Region stark zugenommen hatte. Sehr umstritten ist der geplante Bau einer Kompressionsanlage für die Gasleitung Algerien–Sardinien–Italien auf dem weitgehend stillgelegten Vorfeld des Flugplatzes. In Venafiorita sind derzeit Hubschrauber der Carabinieri stationiert.

## Verkehrszahlen
| Jahr | Fluggastaufkommen | Luftfracht (Tonnen) (mit Luftpost) | Flugbewegungen |
| ---- | ----------------- | ---------------------------------- | -------------- |
| 2019 | 2.978.769         | 94                                 | 34.086         |
| 2018 | 2.999.253         | 152                                | 34.560         |
| 2017 | 2.811.378         | 189                                | 34.041         |
| 2016 | 2.546.073         | 175                                | 31.929         |
| 2015 | 2.240.016         | 247                                | 28.272         |
| 2014 | 2.127.718         | 310                                | 28.548         |
| 2013 | 1.999.618         | 284                                | 27.576         |
| 2012 | 1.887.640         | 136                                | 27.932         |
| 2011 | 1.874.696         | 203                                | 30.346         |
| 2010 | 1.646.247         | 221                                | 29.508         |
| 2009 | 1.694.089         | 220                                | 29.997         |
| 2008 | 1.803.324         | 802                                | 32.420         |
| 2007 | 1.800.206         | 1.504                              | 34.013         |
| 2006 | 1.832.085         | 914                                | 32.942         |
| 2005 | 1.671.218         | 925                                | 31.138         |
| 2004 | 1.585.662         | 982                                | 28.923         |
| 2003 | 1.554.254         | 1.819                              | 26.089         |
| 2002 | 1.385.144         | 1.853                              | 23.118         |
| 2001 | 1.350.868         | 2.270                              | 23.971         |
| 2000 | 1.336.618         | 2.190                              | 23.418         |